# 服部哲治
服部 哲治（はっとり てつじ、1936年9月1日 - 2000年7月2日）は、日本の元俳優、元声優。東京都中野区出身。

## 略歴
小学生であった1946年、児童劇団こけし座に入団。NHKラジオの学校放送などに出演し、1955年に映画『たけくらべ』でデビュー。慶應義塾高等学校卒業。慶應義塾大学経済学部中退。
1956年、桑野みゆきや毒蝮三太夫、増山江威子らと劇団山王を結成。衣笠プロ、三木事務所を経て、1970年の時点では天知プロに所属していた。その後、1977年には藤山寛美の誘いで松竹新喜劇へ入団し活動した。
二枚目だが敵役や三枚目の役もこなし、中堅俳優として活躍した。
2000年に死去するが、遺族との連絡がつかないらしく、aRmaに権利者が捜索されている。

## 出演

### テレビドラマ
- 太閤記（1956年、NTV）- 織田信長
- あんみつ姫（1958年、TBS）
- 新選組始末記（1961年、TBS）
- 月曜日の男（1961年、TBS）
- 大河ドラマ（NHK）
  - 花の生涯（1963年）- 斎藤堅物
  - 赤穂浪士（1964年）- 間光興
  - 源義経（1966年）- 梶原景季
  - 竜馬がゆく（1968年）- 小松清廉・千葉栄次郎
- 徳川家康（1964年、NET）
- 大江戸捜査網（東京12チャンネル）
  - 第13話「白い肌の誘惑」（1970年）
  - 第150話「おんな牢秘話」（1974年） - 大黒屋佐太郎
- だいこんの花（1970年、NET）
- 新・だいこんの花（1972年、NET）
- 一心太助 第16話「銭ゲバ親子奮闘記」（1972年、CX / 国際放映） - 伍助
- 太陽にほえろ!（NTV／東宝）
  - 第28話「目には目を」（1973年）
  - 第69話「新宿に朝は来るけれど」（1973年）- 野川ヤクザ弟
- 特別機動捜査隊（NET／東映）
  - 第138話「献身」（1964年）
  - 第569話「大都会の詩」（1972年）
  - 第678話「追いつめられた群」（1974年）

### 映画
- たけくらべ（1955年）
- 道（1956年）- 弘志
- 俺たちは狂っていない（1958年）- 生徒会自治委員長
- 姿なき顔役（1958年）- 南原信彦
- 花の宴（1967年）- 瀬川誠

### 吹き替え
- アンデルセン物語（ニールズ〈ファーリー・グレンジャー〉）
- 命ある限り（〈リチャード・トッド〉）
- 過去を逃れて（ジェフ〈ロバート・ミッチャム〉）※TBS版
- 西部悪人伝（バンジョー〈ウィリアム・バーガー〉）※TBS版
- 戦艦デファイアント号の反乱（スコット〈ダーク・ボガード〉）
- 戦略突撃命令（〈ゲオルギー・ジジョーノフ〉）
- 大平原（ディック〈ロバート・プレストン〉）※NET版
- 百万長者と結婚する方法（トム・ブルックマン〈キャメロン・ミッチェル〉）※NET版
- 無法者の群（ジェフ〈ブルース・キャボット〉）※NET版
- わが恋は終りぬ（フランツ・リスト〈ダーク・ボガード〉）